# Eetookashoo Bay
Eetookashoo Bay är en vik i Kanada.   Den ligger i territoriet Nunavut, i den norra delen av landet, 4 100 km norr om huvudstaden Ottawa.
Trakten runt Eetookashoo Bay är nära nog obefolkad, med mindre än två invånare per kvadratkilometer. Tundraklimat råder i trakten.